# Steef Nieuwendaal
Steef Nieuwendaal est un footballeur néerlandais né le 29 janvier 1986 à Weert.

## Palmarès
Vierge